# Reichsstraße 364
Die Reichsstraße 364 (R 364) war bis 1945 eine Staatsstraße des Deutschen Reichs, die vollständig auf dem Gebiet des bei Zerschlagung der Tschechoslowakei 1939 gebildeten Protektorats Böhmen und Mähren lag und die in Ohrazenice u Turnova (Wochrasenitz) bei Turnov (Turnau) von der damaligen Reichsstraße 96 abzweigte, auf der Trasse der der heutigen tschechischen Silnice I/35  über Jičín (Jitschin), wo sie auf die Reichsstraße 177 traf, verlief, sich dort nach Süden wendete, der  Trasse der der heutigen tschechischen Silnice I/32 folgte und rund 6 Kilometer östlich von Poděbrady (Podiebrad) an der damaligen Reichsstraße 325 (jetzt Silnice I/11) endete.
Ihre Gesamtlänge betrug rund 72 Kilometer.